# 網走送信所
網走送信所（あばしりそうしんじょ）は、網走市潮見・天都山・呼人にまたがる天都山と呼人の大観山にあるテレビ・ラジオの送信所。

## 各放送局の送信所

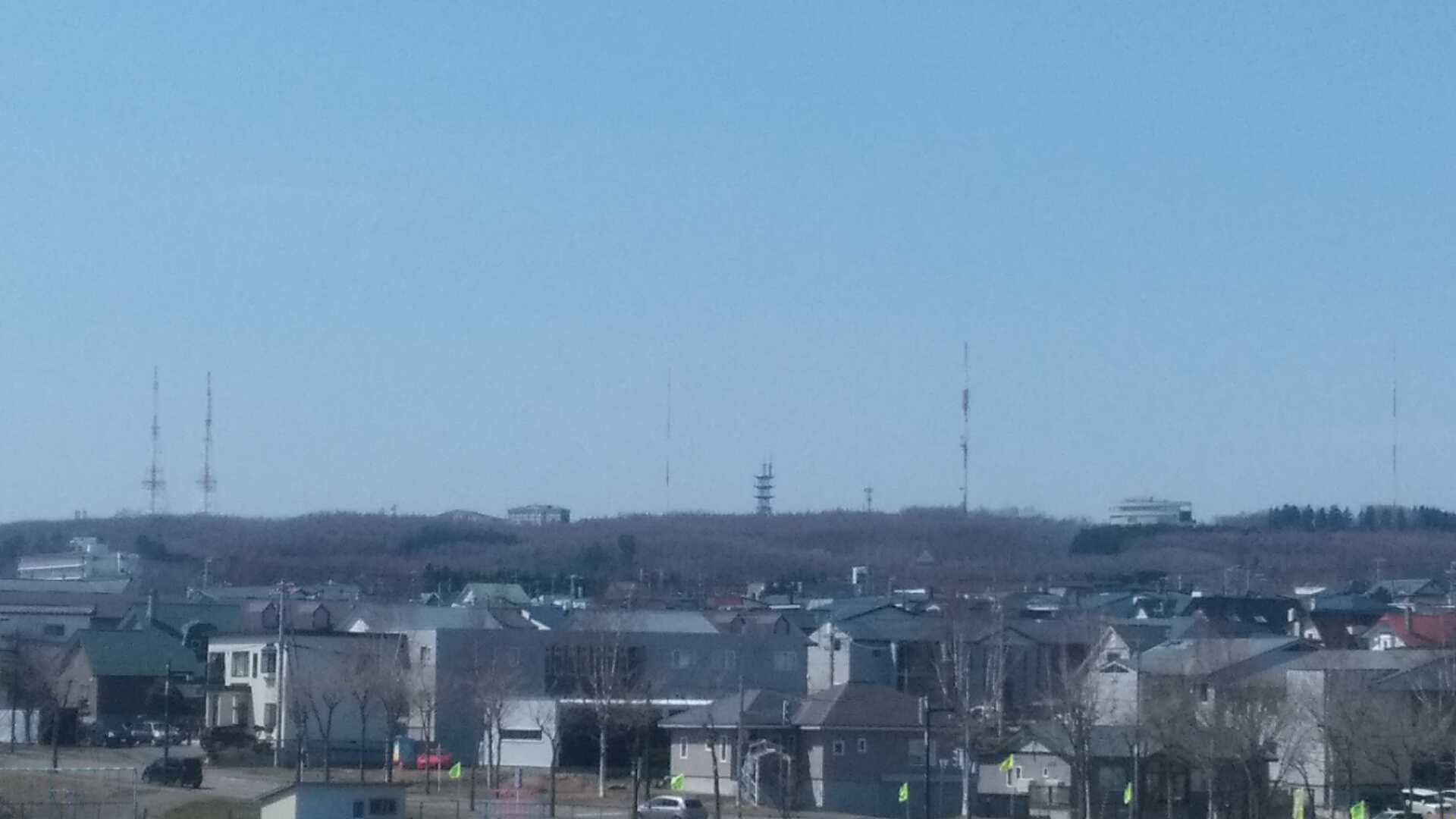
左よりHTBアナログ&デジタル/STVデジタル/TVhデジタル、UHBアナログ&デジタル/AIR-G/HBCデジタル/FM ABASHIRI、STVアナログ（ラジオ含む）、NTT、NHK北見放送局アナログ&デジタル、HBCアナログ（ラジオ含む）（2019年4月）

NHK北見放送局と北海道をエリアとする民放各社の送信所がある。
- 網走・北見・紋別地方（いわゆるオホーツク圏）の基幹送信所という位置づけになっている。

## 沿革
- 1942年（昭和17年）1月 - 日本放送協会北見臨時放送所が開所（ラジオ第1放送、コールサインなし、1945年に中継放送所に改称）。
- 1946年（昭和21年） - NHK北見中継放送所、放送局に昇格（コールサインJOKP）。
- 1950年（昭和25年） - NHK北見放送局、ラジオ第2放送開始（コールサインJOKD）。
- 1956年（昭和31年） - 北海道放送（HBC）網走ラジオ送信所が開局（HBCラジオ、コールサインJOQM）。
- 1961年（昭和36年） - NHK北見放送局、総合テレビジョン放送開始（コールサインJOKP-TV）。
- 1963年（昭和38年） - NHK北見放送局、教育テレビジョン放送開始（コールサインJOKD-TV）。
- 1964年（昭和39年） - 札幌テレビ放送（STV） 網走テレビ送信所が開局（STVテレビ、コールサインJOVX-TV。但し、放送センターは北見市にある）。
- 1965年（昭和40年） - NHK北見放送局、FM放送開始（コールサインJOKP-FM）。
- 1965年（昭和40年） - HBC北見放送局、網走テレビ送信所が開局（HBCテレビ、コールサインJOQM-TV）。
- 1969年（昭和44年） - 北海道テレビ放送（HTB）網走送信所開局。
- 1972年（昭和47年） - 北海道文化放送（UHB）網走送信所開局。
- 1976年（昭和51年） - STV北見放送局、網走ラジオ送信所開局（コールサインJOVX）。
- 1992年（平成04年）09月15日 - FM北海道（AIR-G'）網走送信所が開局。
- 1993年（平成05年）02月07日 - HBC網走テレビ送信所のケーブルが故障、網走管内全域でHBCテレビが1日近く視聴できなくなった。
- 2007年（平成19年）10月01日 - NHK北見放送局とTVh以外の在札民放4局で地上デジタル放送スタート。各局とも送信所は天都山におかれ、STVとHTBはHTBの施設を共同でそのまま使用し、HBCとUHBもUHBの施設を共同でそのまま使用している。なお、NHK北見放送局は単独の施設である。
- 2011年（平成23年）07月24日 - 全アナログテレビ送信施設が廃局。
- 2011年（平成23年）11月11日 - アナログ・デジタルとも未開局だったテレビ北海道（TVh）がデジタル新局として、HTBとSTVが相乗りする施設を使って開局。
- 2019年（平成31年）02月01日 - FM ABASHIRIが開局[1]。

## 送信設備

### 地上デジタルテレビジョン放送
| ID | 放送局名                    | 呼出 符号 | 物理 チャンネル | 空中線 電力 | ERP    | 偏波面   | 放送対象 地域 | 放送区域 内世帯数                | 開局日          |
| -- | --------------------------- | --------- | --------------- | ----------- | ------ | -------- | ------------- | -------------------------------- | --------------- |
| 1  | HBC 北海道放送              | なし      | 22              | 1kW         | 8.3kW  | 水平偏波 | 北海道        | 約49,000世帯 または 約49,100世帯 | 2007年 10月1日  |
| 2  | NHK 北見教育 （網走放送所） | JOKD-DTV  | 13              | 1kW         | 10kW   | 水平偏波 | 全国          | 約49,000世帯 または 約49,100世帯 | 2007年 10月1日  |
| 3  | NHK 北見総合 （網走放送所） | JOKP-DTV  | 18              | 1kW         | 10kW   | 水平偏波 | オホーツク圏  | 約49,000世帯 または 約49,100世帯 | 2007年 10月1日  |
| 5  | STV 札幌 テレビ放送         | なし      | 16              | 1kW         | 11.5kW | 水平偏波 | 北海道        | 約49,000世帯 または 約49,100世帯 | 2007年 10月1日  |
| 6  | HTB 北海道 テレビ放送       | なし      | 20              | 1kW         | 11kW   | 水平偏波 | 北海道        | 約49,000世帯 または 約49,100世帯 | 2007年 10月1日  |
| 7  | TVh テレビ北海道            | なし      | 14              | 1kW         | 11kW   | 水平偏波 | 北海道        | 約49,000世帯 または 約49,100世帯 | 2011年 11月11日 |
| 8  | UHB 北海道 文化放送         | なし      | 24              | 1kW         | 8.5kW  | 水平偏波 | 北海道        | 約49,000世帯 または 約49,100世帯 | 2007年 10月1日  |

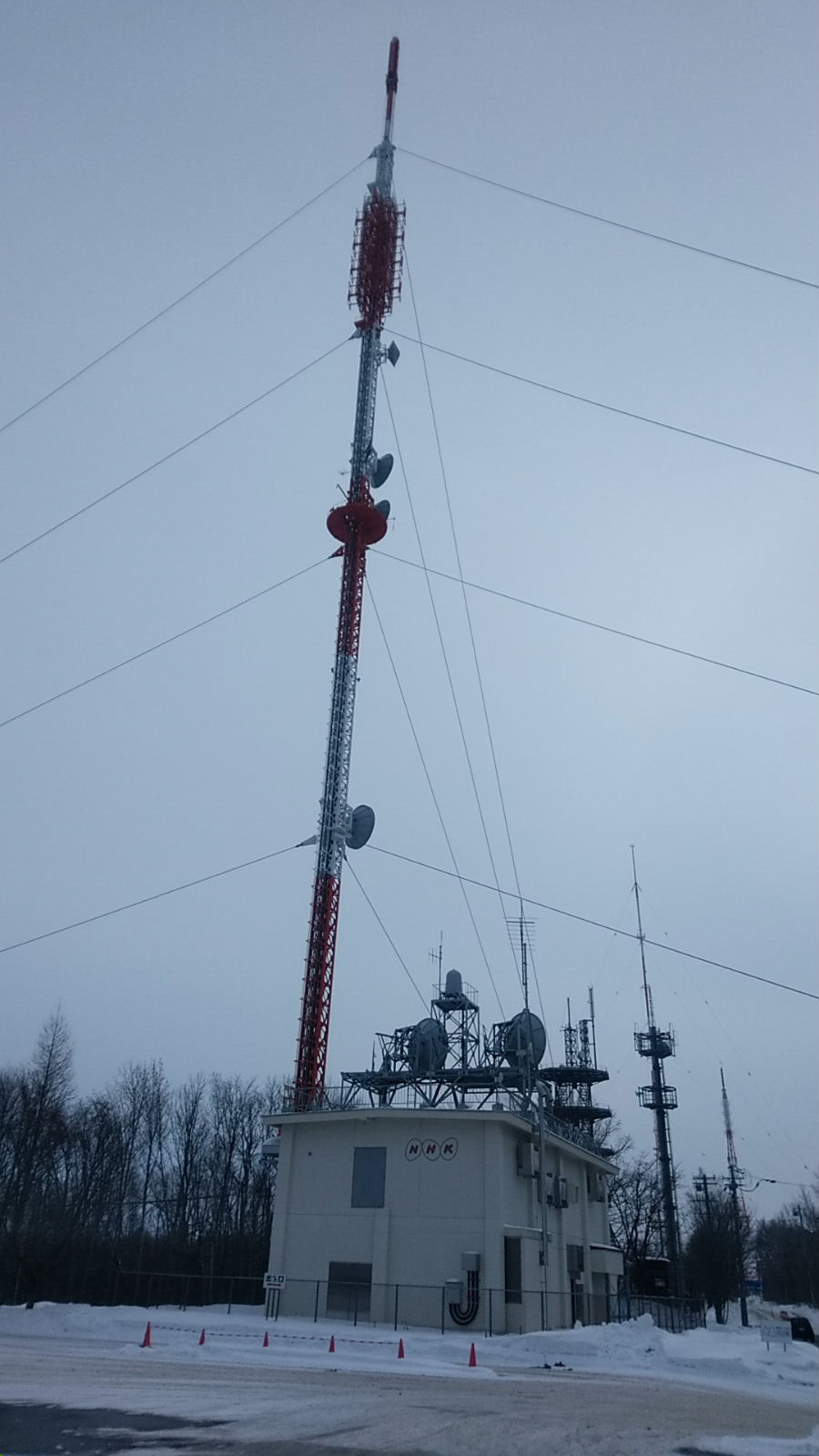
NHK北見放送局
（アナログ&デジタル・FM）

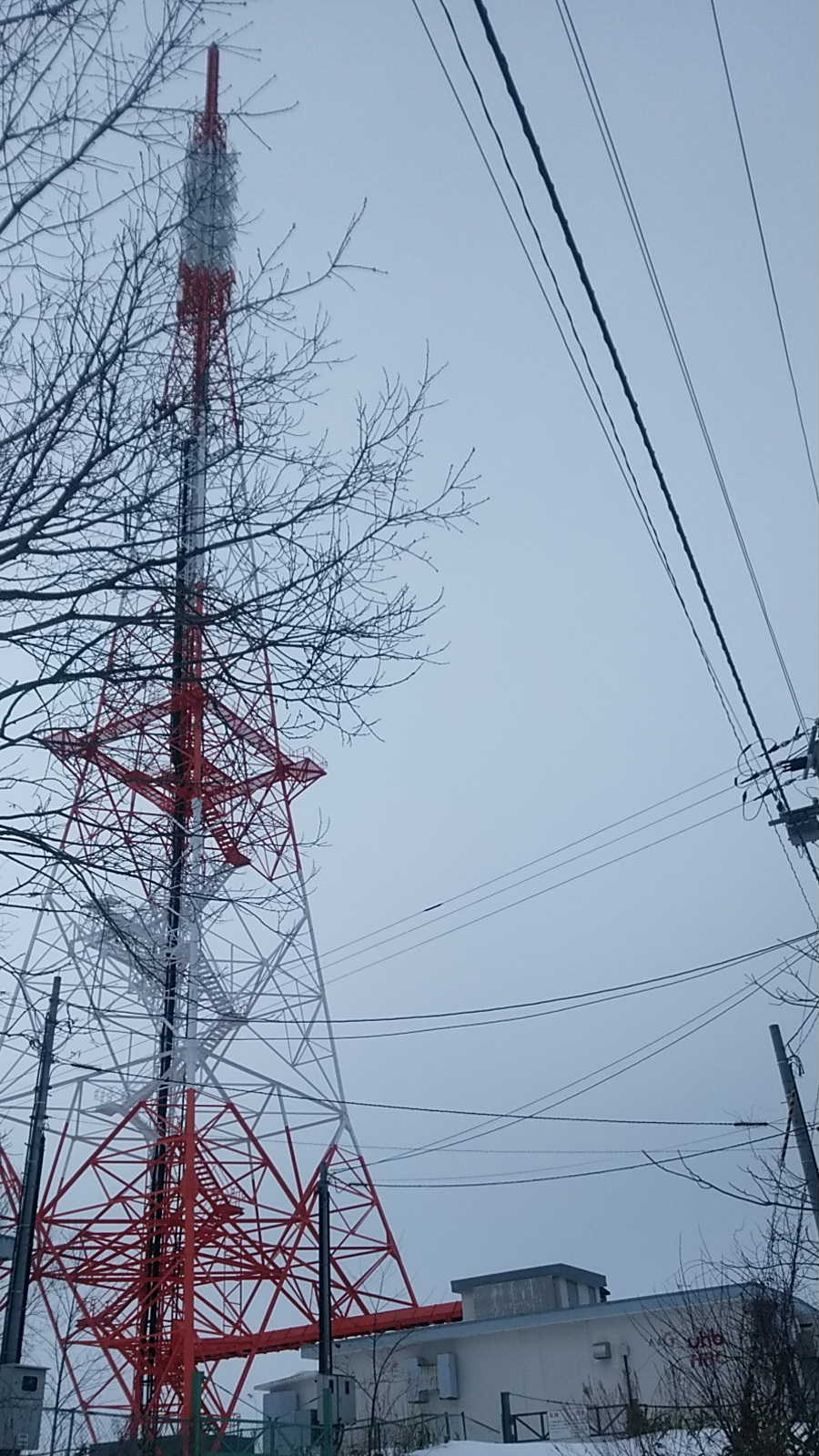
HBC（デジタル）
UHB（アナログ&デジタル）
AIR-G'/FM ABASHIRI

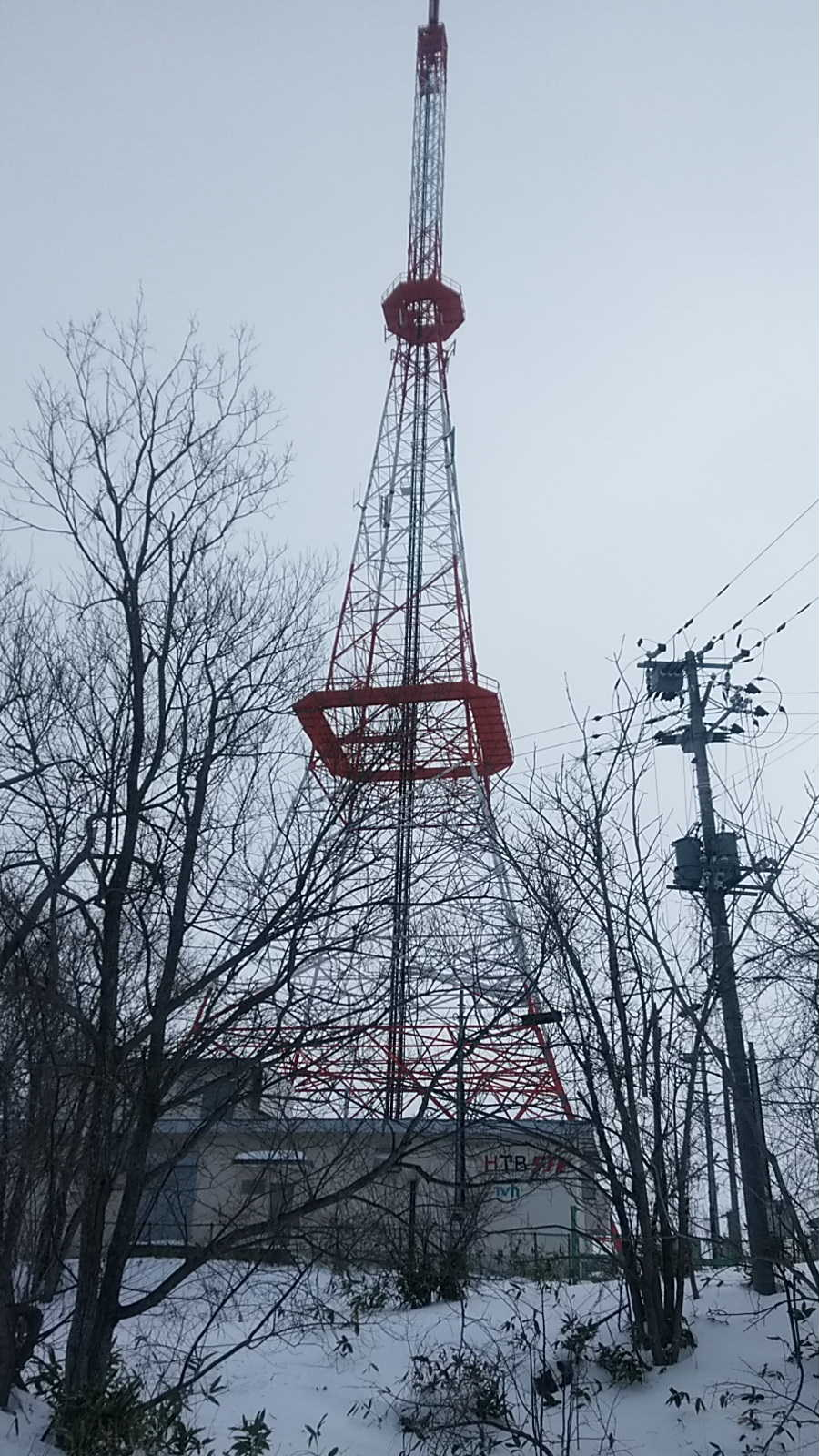
STV（デジタル）
HTB（アナログ&デジタル）
TVh（デジタル）

- TVhを除く各局は、2007年5月23日に予備免許交付、8月9日から試験放送開始、9月29日に本免許交付、10月1日から本放送開始。
- TVhは、北見中継局と共に2011年6月1日に予備免許交付、10月28日試験放送開始、11月11日に本免許交付[5]され、同日から本放送開始。

### 地上アナログテレビジョン放送
チャンネル番号は札幌本社送信所と同一であった。
| チャンネル                                                               | 放送局名                  | 呼出符号 | 空中線電力          | ERP                   | 偏波面   | 放送対象地域 | 放送区域 内世帯数 | 開局日          |
| ------------------------------------------------------------------------ | ------------------------- | -------- | ------------------- | --------------------- | -------- | ------------ | ----------------- | --------------- |
| 1-                                                                       | HBC 北海道放送 網走局     | JOQM-TV  | 映像1kW/ 音声250W   | 映像6.2kW/ 音声1.55kW | 水平偏波 | 北海道       | -                 | 1965年 9月15日  |
| 3-                                                                       | NHK 北見総合              | JOKP-TV  | 映像1kW/ 音声250W   | 映像7.8kW/ 音声1.9kW  | 水平偏波 | オホーツク圏 | -                 | 1961年 4月5日   |
| 5-                                                                       | STV 札幌テレビ放送 網走局 | JOVX-TV  | 映像1kW/ 音声250W   | 映像10.5kW/ 音声2.6kW | 水平偏波 | 北海道       | -                 | 1964年 6月15日  |
| 12+                                                                      | NHK 北見教育              | JOKD-TV  | 映像1kW/ 音声250W   | 映像8.3kW/ 音声2.1kW  | 水平偏波 | 全国         | -                 | 1963年 12月1日  |
| 27-                                                                      | UHB 北海道文化放送        | なし     | 映像10kW/ 音声2.5kW | 映像85kW/ 音声21kW    | 水平偏波 | 北海道       | -                 | 1972年 9月30日  |
| 35-                                                                      | HTB 北海道テレビ放送      | なし     | 映像10kW/ 音声2.5kW | 映像98kW/ 音声24kW    | 水平偏波 | 北海道       | -                 | 1969年 11月26日 |
| 31 （割当のみ）                                                          | TVh テレビ北海道          | 開局せず | 開局せず            | 開局せず              | 開局せず | 開局せず     | 開局せず          | 開局せず        |
| ※1ch、3ch、5ch、27ch、35chはオフセット-10kHz局 ※12chはオフセット+10kHz局 |                           |          |                     |                       |          |              |                   |                 |

- 2011年7月24日をもって、すべて廃止された。

### FMラジオ放送
| 周波数 （MHz） | 放送局名    | 呼出符号     | 空中線電力 | ERP    | 放送対象地域 | 放送区域 内世帯数 | 開局日                        |
| -------------- | ----------- | ------------ | ---------- | ------ | ------------ | ----------------- | ----------------------------- |
| 78.7           | FM ABASHIRI | JOZZ1BD-FM   | 20W        | 23W    | 網走市       | 約2万世帯         | 2019年 2月1日                 |
| 83.1           | AIR-G'      | なし         | 250W       | 1.05kW | 北海道       | -                 | 1992年 9月15日                |
| 86.0           | NHK 北見FM  | JOKP-FM      | 250W       | 1.6kW  | オホーツク圏 | -                 | 1965年 3月27日 （実用化試験） |
| 86.0           | VICS        | JOVS-FCM13-7 | 250W       | 1.6kW  | オホーツク圏 | -                 | -                             |
| 未割当         | NORTH WAVE  | 未開局       | 未開局     | 未開局 | 未開局       | 未開局            | 未開局                        |

- FM ABASHIRIの送信所はかつてオホーツク流氷館屋上に設置されていたが、2022年10月2日にUHB・HBC・AIR-G'送信所内に移転した[10][11]。
- NORTH WAVEは中継局を設置していない。

### HBCラジオ・STVラジオの送信所
| 周波数 （kHz） | 放送局名         | 呼出符号 | 空中線電力 | 放送対象地域 | 放送区域 内世帯数 | 開局日          |
| -------------- | ---------------- | -------- | ---------- | ------------ | ----------------- | --------------- |
| 909            | STVラジオ 網走局 | JOVX     | 5kW        | 北海道       | -                 | 1976年 11月11日 |
| 1449           | HBCラジオ 網走局 | JOQM     | 5kW        | 北海道       | -                 | 1956年 10月30日 |

### NHK北見ラジオ放送所
- NHK北見放送局のAMラジオ送信所は網走市呼人の大観山にある。便宜上、以下にその概要を示す。

| 周波数 （kHz） | 放送局名    | コールサイン 及び呼出名称 | 空中線電力 | 放送対象地域 | 放送区域 内世帯数 | 開局日         |
| -------------- | ----------- | ------------------------- | ---------- | ------------ | ----------------- | -------------- |
| 702            | NHK 北見第2 | JOKD                      | 10kW       | 全国         | 不明              | 1950年 3月25日 |
| 1188           | NHK 北見第1 | JOKP                      | 10kW       | オホーツク圏 | 不明              | 1942年 1月1日  |

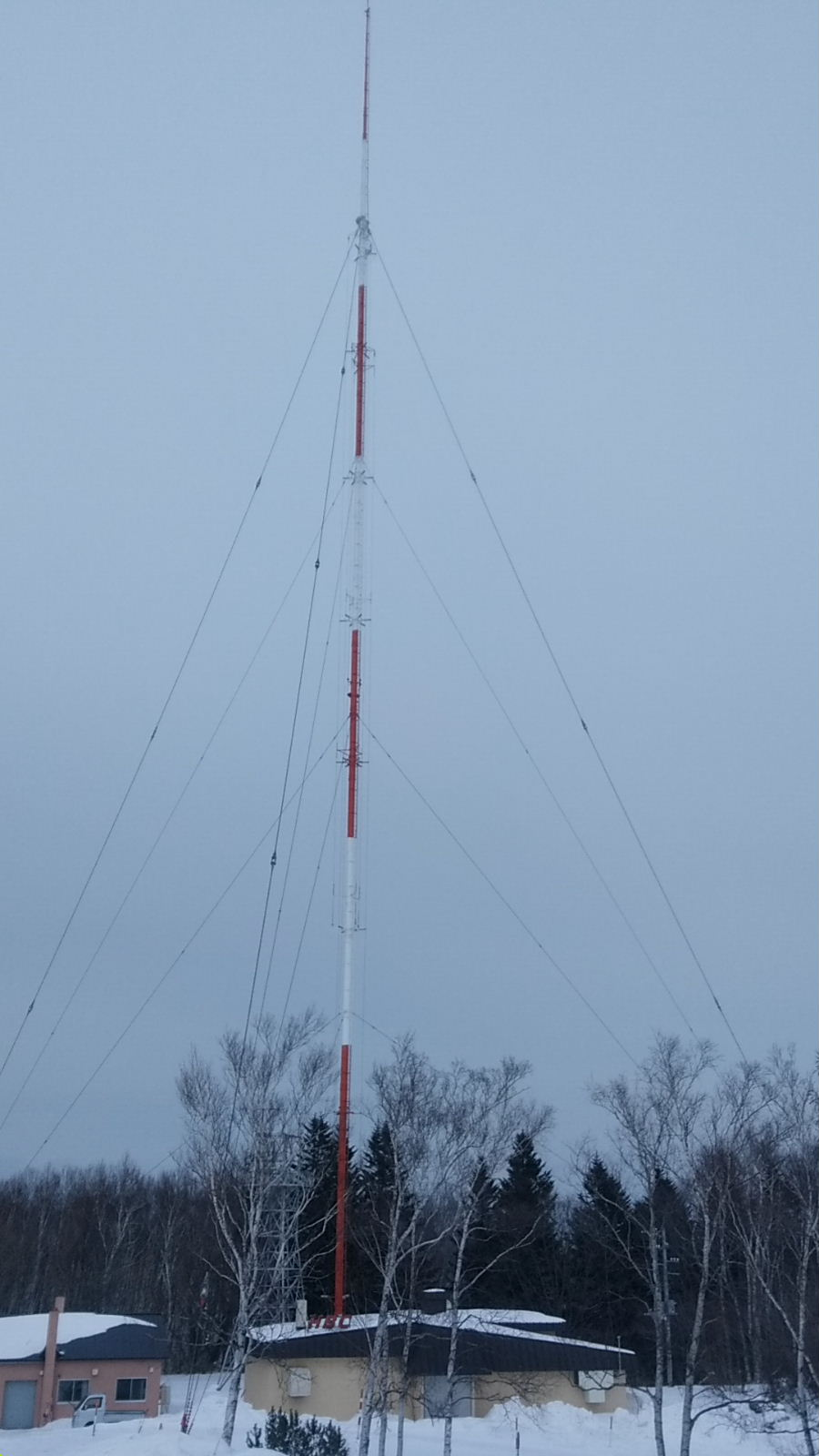
HBCラジオ網走局 （かつてはアナログテレビ送信所だった）
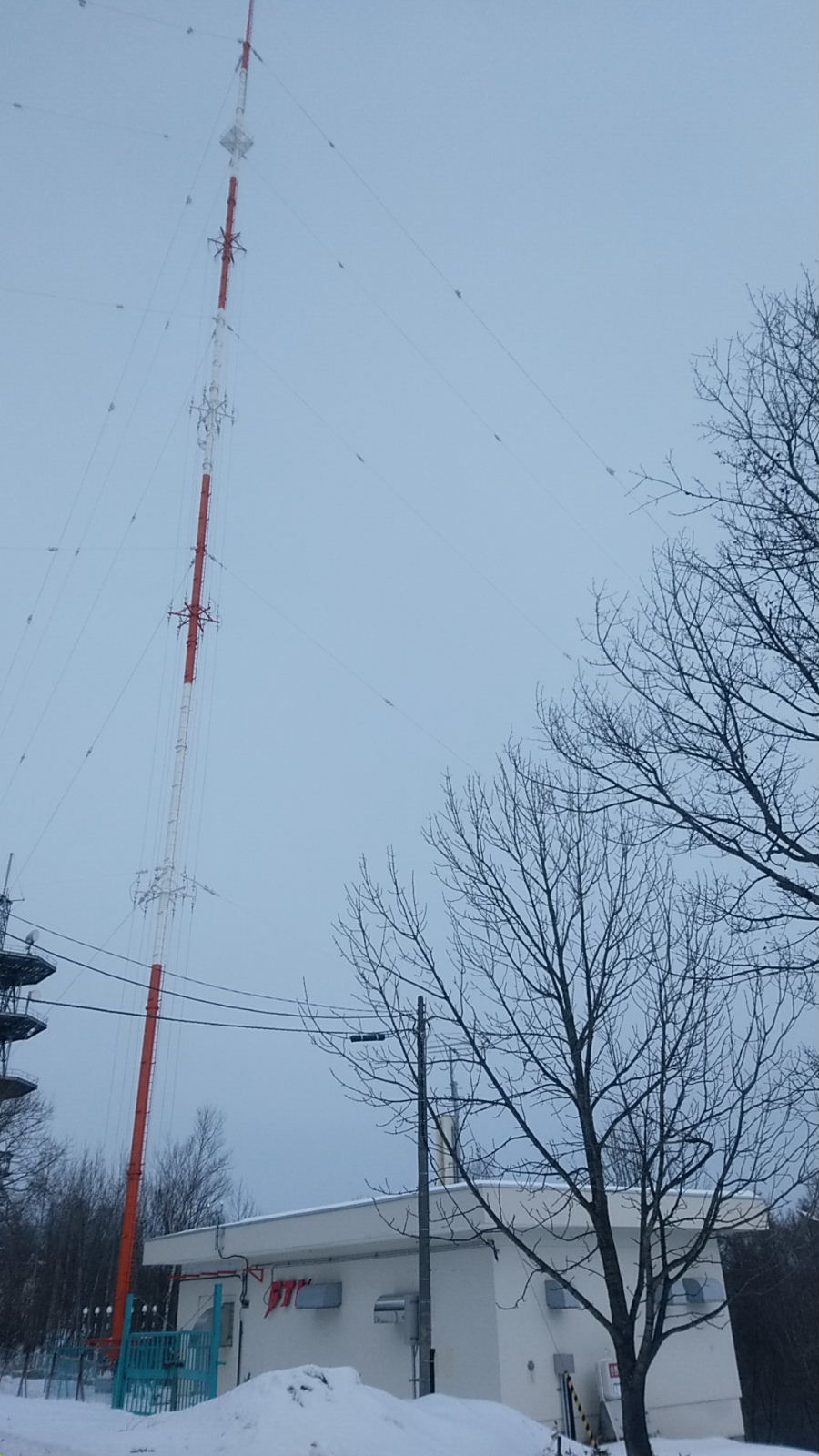
STVラジオ網走局 （かつてはアナログテレビ送信所だった）
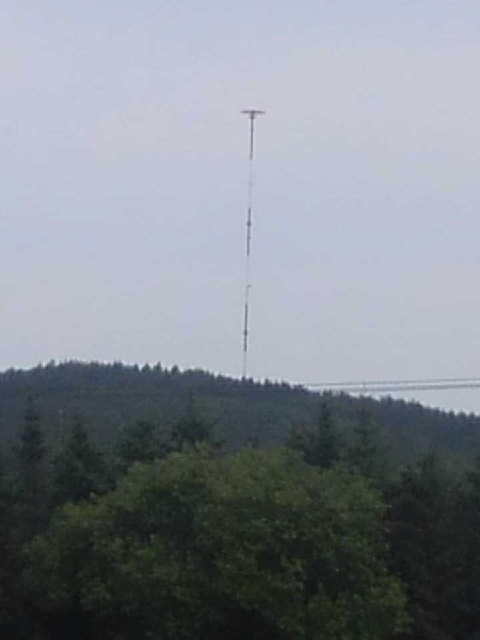
NHK北見ラジオ放送所（2016年7月撮影）